# Dólar del busto drapeado
El dólar del busto drapeado es una moneda con valor facial de un dólar estadounidense acuñada desde 1795 hasta 1803, y reproducida con la fecha de 1804 en la década de 1850. El diseño reemplazó al dólar del cabello suelto que comenzó a producirse en 1794 y que era el primer dólar de plata acuñado por la Casa de Moneda de los Estados Unidos. El diseñador es desconocido, aunque generalmente se le atribuye al artista Gilbert Stuart. La modelo también es desconocida, aunque se cree que fue Ann Willing Bingham.
En octubre de 1795 el recién nombrado director de la Casa de Moneda Elias Boudinot ordenó que se utilizara para el dólar la pureza legal de plata de 0,892 (89,2 %) en lugar de la no autorizada ley de 0,900 (90 %) que había sido empleada desde la primera acuñación de la denominación en 1794. Debido en gran parte a una disminución en la cantidad de plata depositada en la Casa de Moneda de Filadelfia, la acuñación de dólares de plata disminuyó a lo largo de los últimos años del siglo XVIII. En 1804 la acuñación de dólares de plata se detuvo, aunque la última fecha utilizada durante la emisión regular fue 1803.
En 1834 la producción dólares de plata se reinició de manera temporal para suministrar a una misión diplomática en Asia con una serie especial de pruebas de acuñación. Los funcionarios creyeron de forma errónea que los últimos dólares acuñados llevaban la fecha de 1804, lo que los llevó a utilizar esa fecha en lugar del año en la que las monedas fueron acuñadas. Un número reducido de dólares de 1804 fueron acuñados por la ceca en los años siguientes, y siguen siendo ejemplares raros y valiosos.

## Antecedentes

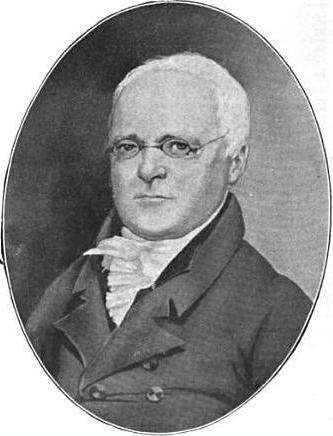
Henry William de Saussure era el director de la Casa de Moneda cuando empezó la producción del dólar del busto drapeado.

La acuñación del primer dólar de plata de Estados Unidos, conocido como el dólar del cabello suelto, comenzó en 1794 a raíz de la construcción y de la dotación de personal de la Casa de Moneda de Filadelfia. La Ley de la Moneda de 1792 exigía que las monedas de plata tuvieran una aleación del 89,2 % de plata y 10,8 % de cobre. Sin embargo, los funcionarios de la ceca eran reacios a acuñar monedas con una pureza difícil de producir, por lo que se decidió emitirlas con una aleación no autorizada del 90 % de plata. Esto causó que los depositantes de plata en la Casa de Moneda perdieran dinero cuando su metal era acuñado. Durante el segundo año de producción del dólar del cabello suelto, se decidió que sería rediseñado. Se ignora quién motivó o sugirió este cambio, aunque el historiador de numismático R. W. Julian especula que Henry William de Saussure, nombrado director de la Casa de Moneda el 9 de julio de 1795, pudo haberlo sugerido, ya que había declarado que el rediseño de la moneda estadounidense era uno de sus objetivos antes de asumir el cargo. También es posible que el diseño del dólar de cabello suelto se haya suspendido debido a la fuerte desaprobación de la opinión pública.

### Diseño
A pesar de que el diseñador de la moneda es desconocido, el artista Gilbert Stuart es ampliamente reconocido como su creador. El director de la ceca James Ross Snowden comenzó a investigar los inicios de la Casa de Moneda de los Estados Unidos en la década de 1850, y entrevistó a los descendientes de Stuart que afirmaron que su antepasado fue el diseñador. Se ha sugerido que la dama de la alta sociedad de Filadelfia Ann Willing Bingham posó como modelo para la moneda. Varios bocetos fueron aprobados por el grabador Robert Scot y de Saussure y fueron enviados al presidente George Washington y al secretario de Estado Thomas Jefferson para obtener su aprobación.
Después de su aprobación, los diseños fueron enviados al artista John Eckstein a para crear los modelos en yeso, los que se utilizaron como guía para cortar los troqueles, acción que se realizaba de forma manual. A Eckstein, quien fue descrito por el numismático Walter Breen como un «plagiador de arte», y que fue calificado por un compañero de profesión como un artista «intenso y minucioso» debido a su empeño de llevar a cabo la mayor parte de las tareas de pintura o de escultura, se le pagó treinta dólares por preparar el anverso con el busto de la Libertad y para el reverso con el águila y la guirnalda. Después de que los modelos de yeso fueron creados, los grabadores de la Casa de Moneda de Filadelfia, incluyendo Scot, iniciaron la creación de punzones que iban a ser utilizados para fabricar los troqueles para las nuevas monedas.

## Producción

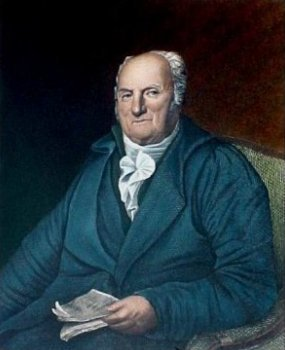
Elias Boudinot asumió sus funciones como director de la Casa de Moneda el 28 de octubre de 1795.

La fecha de inicio de la producción del nuevo diseño no se conoce con exactitud, ya que en este momento no se mantenían registros precisos de los modelos. Sin embargo, R. W. Julian afirma que el inicio de la producción se produjo a finales de septiembre o principios de octubre de 1795, mientras que Taxay afirma que los primeros nuevos dólares de plata fueron acuñados en octubre. En septiembre de 1795, de Saussure escribió su carta de renuncia al presidente Washington. En la misiva mencionó el estándar de plata no autorizado y sugirió que el Congreso les instara a utilizar el estándar oficial, lo que no se realizó. En respuesta a la carta de Saussure, Washington expresó su descontento con la renuncia, y declaró que había visto su permanencia en el cargo con «plena satisfacción». Como la renuncia de Saussure no entraría en vigor hasta octubre, el presidente tuvo tiempo de seleccionar un sustituto.
La persona elegida para ocupar el puesto fue el excongresista Elias Boudinot. Al asumir su mandato en la Casa de Moneda el 28 de octubre, Boudinot fue informado del estándar de plata que había sido utilizado desde que las primeras monedas oficiales fueran acuñadas. De inmediato ordenó que esta práctica se dejara y que las monedas se fabricaran con la pureza del 89,2 % aprobada por la Ley de la Moneda de 1792. La producción total del año 1795 —incluyendo tanto el dólar cabello suelto como el del busto drapeado— ascendió a 203 033 piezas. Se estima que aproximadamente 42 000 dólares fueron acuñados con el diseño del busto drapeado. Boudinot pronto ordenó también que se aumentara la producción de monedas de menor denominación. Más tarde, el ensayador Albian Cox murió de forma repentina por un infarto cerebral en su casa el 27 de noviembre de 1795, dejando su vital puesto vacante. Esto, junto con la mayor atención que Boudinot prestó a denominaciones más pequeñas, así como un hiato en los depósitos de metales por los privados —única fuente de plata de la ceca—, causó una disminución en la producción de dólares de plata en 1796. La acuñación total en 1796 fue de 79 920 dólares, lo que equivalía a una reducción aproximada del 62 % respecto del total del año anterior.

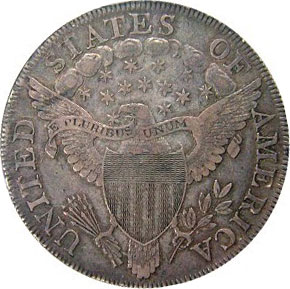
Nuevo diseño del reverso a partir de 1798, con un águila heráldica.

La cantidad de metal en los depósitos continuó disminuyendo, y en 1797 la producción de plata en dólares alcanzó el punto más bajo desde 1794, con una acuñación de sólo 7776 piezas. Durante ese tiempo las reservas de plata se redujeron hasta el punto de que Thomas Jefferson en persona depositó 300 reales de a 8 en junio de 1797. En abril de 1797 se llegó a un acuerdo entre la Casa de Moneda y el Banco de los Estados Unidos. El banco acordó suministrar a la ceca con plata de origen extranjero bajo la condición de que el banco recibiría sus depósitos en dólares de plata. La Casa de Moneda cerró entre agosto y noviembre de 1797 debido a la epidemia de fiebre amarilla en Filadelfia, que ese año se llevó la vida del tesorero de la Casa de Moneda, el Dr. Nicholas Way. En noviembre de 1797 el banco depositó cerca de 30 000 dólares en plata de origen francés. A principios de 1798 el reverso de la moneda fue cambiado de una pequeña águila a un águila heráldica similar a la representada en el Gran Sello de los Estados Unidos. El acuerdo alcanzado con el Banco de los Estados Unidos junto con otros depositantes de metal, incluyendo Boudinot, condujo a un aumento en el número de dólares de plata acuñados; el tiraje tanto para la versión con el águila pequeña como para el águila heráldica a 327 536. Las cifras de acuñaciones para el dólar se mantuvieron altas a lo largo de 1799, con 423 515 monedas.
Hacia finales del siglo XVIII, muchos de los dólares de plata producidos por la Casa de Moneda fueron enviados hacia China o fundidos con el fin de satisfacer la gran demanda de plata en esa nación. En 1800 los depósitos de plata comenzaron a declinar otra vez y el tiraje del dólar de plata ese año fue de 220 920. En 1801, a raíz de las quejas del público y de los miembros del Congreso en relación con la falta de moneda fraccionaria en circulación, Boudinot comenzó a pedir que los depositantes de plata recibieran denominaciones más pequeñas en vez de los dólares de plata solicitados de forma rutinaria, en un esfuerzo para suministrar a la nación más moneda pequeña. La producción se redujo a 54 454 dólares de plata en 1801 y a 41 650 en 1802, después de que Boudinot fuera capaz de convencer a muchos depositantes a aceptar su plata en moneda fraccionaria. A pesar de que los depósitos de plata en la Casa de Moneda habían aumentado, Boudinot trató de poner fin a la producción de plata en dólares en 1803, lo que favoreció a la moneda de medio dólar. La acuñación del dólar de 1803 continuó hasta marzo del año siguiente cuando la producción de monedas de plata cesó por completo. En total se alcanzó la cifra de 85 634 dólares con fecha de 1803. A raíz de una petición formal del Banco de los Estados Unidos, el secretario de Estado James Madison suspendió de manera oficial la producción del dólar de plata y del águila de oro en 1806, aunque la acuñación de ambas piezas había terminado dos años antes.

## Dólar de 1804

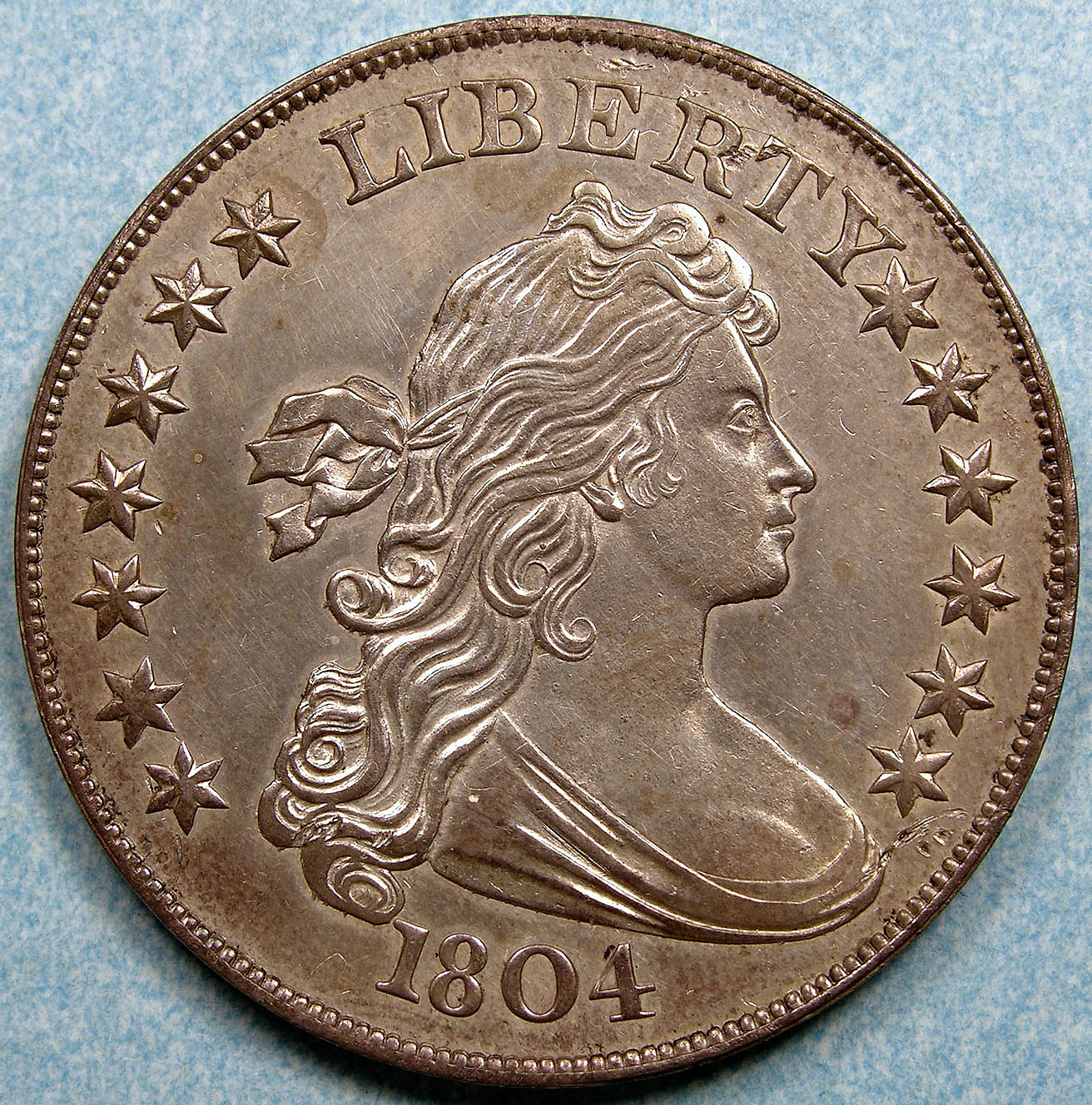
Un dólar de 1804 clase I.

En 1831 el director de la Casa de Moneda Samuel Moore presentó una solicitud a través del Tesoro pidiendo al presidente Andrew Jackson volver a permitir la acuñación de monedas de un dólar de plata, la que fue aprobada el 18 de abril de ese año. En 1834 Edmund Roberts fue seleccionado como representante comercial estadounidense en Asia, incluyendo los reinos de Mascate y Siam. Roberts recomendó que a los dignatarios se les diera una series de monedas prueba de acuñación. El Departamento de Estado ordenó dos conjuntos de «muestras de cada tipo [de monedas] actualmente en uso, ya sean de oro, plata o cobre». A pesar de que la acuñación de dólares había sido aprobada en 1831, ninguno había sido emitido desde 1804. Después de consultar con el jefe de acuñaciones Adam Eckfeldt, quien había trabajado en la Casa de Moneda desde su apertura en 1792, Moore determinó que los últimos dólares de plata fabricados tenían la fecha de 1804. Ninguno de los dos sabían que el último lote de marzo de 1804 llevaba la fecha de 1803. Dado que creían que la última emisión databa de 1804, se decidió acuñar las monedas de presentación con esa fecha también. No se sabe por qué no se utilizó la fecha actualizada, pero R. W. Julian sugiere que esto se hizo para evitar que los coleccionistas de monedas pudieran enfadarse por el hecho de la imposibilidad de obtener esas monedas con la fecha nueva.
Los dos primeros dólares de 1804, así como el resto de las monedas, fueron acuñados en noviembre de 1834. Pronto el viaje de Roberts se amplió a Cochinchina y Japón, por lo que dos series adicionales fueron fabricadas. Las piezas que se acuñaron bajo los auspicios de la Casa de Moneda son conocidas como dólares de 1804 de clase I, de los que se conocen ocho ejemplares. Roberts hizo su viaje en abril de 1835, y entregó un conjunto al sultán de Mascate y otro al rey de Siam. El regalo al sultán de Mascate fue parte de un intercambio de regalos diplomáticos que por parte del sultán consistió en entregar al zoológico de Washington un león y una leona de plena madurez. Roberts se enfermó en Bangkok y fue llevado a Macao, donde murió en junio de 1835. Después de la muerte de Roberts, las dos series restantes fueron devueltas a la ceca sin ser entregadas a los dignatarios.

### Valor numismático
La mayoría de los coleccionistas de monedas tomaron conciencia del dólar de 1804 en 1842, cuando Jacob R. Eckfeldt, hijo de Adán Eckfeldt, y William E. Du Bois publicaron un libro titulado Manual of Gold and Silver Coins of All Nations. En la publicación, varias monedas del gabinete numismático de la Casa de Moneda, incluyendo un dólar de 1804, se reprodujeron mediante el trazado de un pantógrafo sobre una electrotipo de las monedas. En mayo de 1843 el numismático Matthew A. Stickney pudo obtener un dólar de 1804 procedente del gabinete numismático gracias a un intercambio por una rara moneda de oro prefederal de Estados Unidos. Debido a un aumento de la demanda de monedas raras, los funcionarios de la ceca, incluyendo al director Snowden, comenzaron la acuñación de un número creciente de monedas retroqueladas en la década de 1850. Varios dólares de 1804 fueron acuñados y algunos fueron vendidos con ánimo de lucro personal por parte de los funcionarios de la Casa de Moneda. Cuando se descubrió esto, Snowden recuperó varias de las monedas. Una de estas monedas, que Snowden añadió posteriormente al gabinete numismático, fue acuñada sobre un tálero de tiro suizo de 1857 y se conoce como clase II, la única pieza de ese tipo conocida. Seis piezas con el canto grabado después de que se acuñaran se conocen como dólares de clase III.
A finales del siglo XIX el dólar de 1804 se había convertido en la más famosa y polémica de todas las monedas estadounidenses. En 1867 uno de los primeros dólares de 1804 se vendió en una subasta por 750 dólares. Siete años más tarde, el 27 de noviembre de 1874, un ejemplar se vendió por 700 dólares. En el siglo XX el distribuidor de monedas B. Max Mehl comenzó a comercializar el dólar de 1804 como el «rey de las monedas estadounidenses». Las monedas continuaron ganando popularidad a lo largo del siglo XX, y el precio alcanzó su punto más alto en 1999, cuando un ejemplar en muy buen estado de conservación se vendió en una subasta por 4 140 000 dólares.